# Apollonius Eidograph
Apollonius Eidograph oder Apollonios Eidographos (altgriechisch Ἀπολλώνιος ὁ εἰδογράφος) († 175 v. Chr.) war ein alexandrinischer Grammatiker der zweiten Hälfte des 3. Jahrhunderts v. Chr. Er erklärte Aristophanes und beteiligte sich an der Ordnung der Gedichte Pindars.
Er wird in der Aufzählung der Vorsteher der Bibliothek von Alexandria im Oxyrhynchus-Papyrus 1241 in Spalte 2 erwähnt. Da er nur an den Rand geschrieben wurde, weil er anscheinend zunächst in der Liste vergessen wurde, ist seine Einordnung nicht genau bekannt. Er war wohl nach Eratosthenes und vor Aristarchos von Samothrake Vorsteher der Bibliothek. Ob er jedoch vor oder nach Aristophanes von Byzanz zu setzen ist, ist umstritten. Vermutlich war er der Lehrer von Pharao Ptolemaios V.